# Isiah Brown
Isiah Brown (Lynnwood, Washington, 4 de septiembre de 1997) es un baloncestista estadounidense que actualmente juega en el Spójnia Stargard de la Polska Liga Koszykówki. Con 1,88 metros de estatura, juega en la posición de base.

## Trayectoria deportiva
Es un base formado en Lakeside School de Seattle, Washington, antes de ingresar en 2016 en la Universidad Northwestern, universidad privada ubicada en el área de Chicago, Illinois, donde jugaría durante dos temporadas la NCAA con los Northwestern Wildcats, desde 2016 a 2018.
Tras una temporada en blanco, en 2019 cambia de universidad e ingresa en la Universidad del Gran Cañón, institución académica ubicada en Phoenix, Arizona, donde jugaría durante la temporada 2019-20 la NCAA con los Grand Canyon Antelopes.
En 2021, vuelve a cambiar de universidad e ingresa en la Universidad Estatal de Weber, situada en Ogden (Utah), donde jugaría la temporada 2020-21 la NCAA con los Weber State Wildcats.
Tras no ser elegido en el Draft de la NBA de 2021, el 1 de octubre de 2021 firma por el Frederick Achilleas Kaimakliou de la Primera División de Baloncesto de Chipre. 
En verano de 2022, disputa la Liga de verano de la NBA con Los Angeles Clippers. 
El 13 de septiembre de 2022, firma por el Spójnia Stargard de la Polska Liga Koszykówki.